# The Final Level: Flucht aus Rancala
The Final Level: Flucht aus Rancala (Originaltitel The Final Level: Escaping Rancala) ist ein US-amerikanischer Abenteuerfilm aus dem Jahr 2019 von Canyon Prince, der auch Teile des Drehbuchs schrieb. Produziert wurde der Film von The Asylum.

## Handlung
Einige Jahre zuvor im Jahr 2012: Die Geschwister Jake und Sarah gehen gemeinsam in eine Arcade-Spielhalle und Jake wird durch das Spiel „Rancala“ in eine andere Welt gesogen. Jahre später kauft sie mit ihren Freundinnen Chrissy und Rae eben diese Spielhalle, die in zwischenzeitlich insolvent wurde und immer noch mit den alten Spielautomaten ausgestattet ist. Die drei Frauen feiern ihren Erfolg mit Alkoholkonsum und betätigen dabei auf den Knopf des Spielautomaten „Rancala“, wodurch sie ebenfalls in die Welt gesogen werden.
Dort angekommen, wechseln automatisch alle drei Frauen ihr vorheriges in ein sehr freizügiges Outfit. Ein ängstlicher Mann in einem Regelmantel klärt die Frauen über die Spielregeln auf. So haben sie jeweils nur drei Leben – sind alle Leben aufgebraucht, würde das den Tod bedeuten. Sie starten in Level 1, durch Besiegen des jeweiligen Endgegners des Levels steigen sie in das nächste Level auf. So stoßen sie schon bald auf den ersten Endgegner, einen Hai. Nach und nach werden die Gegner besiegt und sie stoßen auf den König von Rancala.

## Hintergrund
Es handelt sich um einen Mockbuster zu Jumanji: The Next Level mit Dwayne Johnson, Jack Black, Kevin Hart und Karen Gillan in den Hauptrollen. Zudem wird sich an der Spielereihe Dead or Alive orientiert. Gedreht wurde überwiegend im kalifornischen Santa Barbara. Über Video-on-Demand erschien der Film am 10. September 2019 in den USA, rund drei Monate vor dem Release von Jumanji. In Deutschland erschien er am 22. Mai 2020 im Videoverleih.

## Rezeption
Filmchecker kritisiert die CGI-Effekte sowie die schauspielerische Leistung der drei Hauptdarstellerinnen Sweet, Chancellor und Tuttle, die mehr dank ihrer Optik, weniger durch ihr professionelles Schauspiel überzeugen. Kritisiert wird ebenfalls das letzte Drittel des Films, das überwiegend aus Dialogen besteht, um die Hintergrundaspekte zu klären. Final erhält der Film 4 von 10 möglichen Punkten und das Urteil „Hirnloser Low-Budget-Jumanji-Abklatsch mit etwas Eyecandy und ein paar amüsant wilden Ideen. Unterdurchschnittlich, aber nicht weiter enervierend.“
Jim McLennan auf Girls With Guns lobt die rasante Handlung, findet anerkennende Worte für die drei Hauptdarstellerinnen Sweet, Chancellor und Tuttle und lobt die Arbeit des Filmeditors Mark Atkins. Allerdings kritisiert auch McLennan, dass die Handlung zum Schluss des Films mit Auftreten der von Bai Ling gespielten Rolle deutlich an Tempo verliert. Dennoch erhält der Film drei Sterne.
Im Audience Score, der Zuschauerwertung auf Rotten Tomatoes, hat der Film aufgrund zu weniger Bewertungen keine Filmwertung erhalten. In der Internet Movie Database hat der Film bei über 555 Stimmenabgaben eine Wertung von 3,4 von 10,0 möglichen Sternen (Stand: 12. Dezember 2022).